# Sebastian Lee
Sebastian Lee (Amburgo, 24 dicembre 1805 – Amburgo, 4 gennaio 1887) è stato un violoncellista, compositore e insegnante tedesco.

## Biografia
Violoncellista tedesco (nonostante il nome inglese), era il maggiore di tre fratelli che furono anch'essi musicisti (il fratello Louis Lee fu pure violoncellista) e fu uno dei più importanti solisti della prima metà dell'Ottocento, conosciuto ed apprezzato in Germania e in Francia. Studiò con Johann Nikolaus Prell (1773–1849).
Le prime esibizioni come solista risalgono al 1830, in alcuni concerti che tenne ad Amburgo e a Lipsia. Nel 1832 si esibì con grande successo al Teatro Italiano di Parigi. Sempre a Parigi nel 1836 diede una serie di concerti con Josef Gusikov, artista geniale che si esibiva con il klezmer, (strumento simile all'odierno xilofono). Dopo essersi recato a Londra nel 1836, l'anno successivo tornò a Parigi, dove visse per i successivi trenta anni, fino al 1868. In particolare tra il 1837 ed il 1843 fu solista presso l'orchestra della Grande Opera di Parigi, mentre fino al 1868 insegnò al Conservatorio di Parigi. Quegli anni furono contrassegnati anche da una intensa attività concertistica svolta nei salotti della società parigina. Andato in pensione nel 1868 ritornò nella città d'origine anche a causa delle tensioni politiche che esistevano tra Francia e Germania. Ad Amburgo trascorse il resto della sua vita, esibendosi anche nei concerti della Filarmonica.
Come molti altri virtuosi, Lee pubblicò molte composizioni concepite per sfruttare al meglio le capacità espressive del suo strumento: variazioni, fantasie su temi operistici per violoncello ed orchestra, divertissement, duetti. Le più importanti delle pubblicazioni furono quelle destinate allo studio del violoncello, che vennero utilizzate soprattutto nel Conservatorio di Parigi, dove era docente.
Sono da ricordare una serie di duetti per violoncelli intitolati "Scuola del Violoncellista" ed una antologia di 40 studi facili (40 Semplici Studi per Violoncello, Op. 70). Il suo metodo, (Metodo pratico per il violoncello, Op. 30), pubblicato nel 1845, fu uno dei più impiegati, in diversi paesi. Gli studi ed i duetti sono utilizzati anche in epoca odierna. Compose anche una serie di studi per violoncello, di cui uno in particolare, (Tema con variazioni) fu definito "Uno studio con una memorabile melodia".

## Studi e Collezioni
- Metodo pratico per il violoncello, Op. 30
- 40 Studi Melodici e progressivi, Op. 31: Vol.1, 1-22; e Vol. 2, 23-40
- 12 Studi, Op. 57
- 40 Semplici studi, Op. 70
- 6 Studi Melodici per violoncello solo, Op.76
- Guida del Giovane Violoncellista; 40 Studi giornalieri per il violoncellista, Op. 82-83
- 6 Studi per violoncello, Op. 92
- 50 Esercizi per l'inizio (I primi passi del giovane violoncellista), Op. 101
- 6 Capricci per violoncello solo, Op. 105
- 12 Studi Melodici per violoncello, Op. 113
- 30 Preludi in tutte le tonalità, Op. 122
- 22 Duetti molto facili, Op. 126
- 24 Studi Melodici per due violoncelli, Op. 131

## Duetti per violoncelli
Duetti tratti da "La Scuola di violoncellista", Op. 36, Op. 37, Op. 38, Op. 39:
- 3 semplici Duetti di difficoltà progressiva in Fa maggiore, Do maggiore, Re maggiore, Op. 36
- 3 Duetti in Sol maggiore, Si maggiore, Re minore, Op. 37
- 3 Duetti di difficoltà progressiva in Re maggiore, Fa maggiore, La minore, op. 38
- 3 moderata Duo in sol maggiore, Do minore, Re maggiore op. 39
- 6 semplici Duetti per due violoncelli con difficoltà progressiva, Op. 60 Vol 1, No. 1-3..; Vol. 2, n. 4-6
- 6 Capricci per violoncello con accompagnamento di un secondo violoncello op. 109
- 22 Duetti molto facilo, Op. 126
- 6 Duetti per due violoncelli, Libri 1 e 2

## Duetti per violoncello e violino
- Duetti, Op. 124, Op. 125